# کارا کارانی
کارا کارانی (به اسپانیایی: K'ara K'arani) یک کوه در پرو است که در Peru, Puno Region واقع شده‌است. کارا کارانی ۴٬۶۰۰ متر بالاتر از سطح دریا واقع شده‌است.